# Rue de Naples (Paris)
Pour les articles homonymes, voir Rue de Naples.
La rue de Naples est une voie du 8e arrondissement de Paris. 

## Situation et accès
Elle commence au 63, rue de Rome et se termine boulevard Malesherbes.
La rue est desservie par les stations  Villiers des lignes 2 et 3 et Europe de la ligne 3.

## Origine du nom
Cette rue tient son nom de la ville de Naples, en Italie.

## Historique
Lors de la spéculation qui conduisit à la formation du quartier de l'Europe, la rue de Hambourg fut ouverte en application d'une ordonnance royale du 2 février 1826 sur les terrains de Jonas-Philip Hagerman et Sylvain Mignon. Elle fut prolongée jusqu'à la rue d'Amsterdam vers 1835, sur des terrains dépendant des propriétés Mallet et Mouthier. D'une longueur de 1 043 mètres et d'une largeur de 12 mètres, elle allait de la rue d'Amsterdam à la rue de Valois-du-Roule (actuellement rue de Monceau). Elle reçut son nom en référence à la ville de Hambourg qui avait été réunie à l'Empire français en 1810 et était devenue le chef-lieu du département des Bouches-de-l'Elbe.

Lotissement du quartier de l'Europe
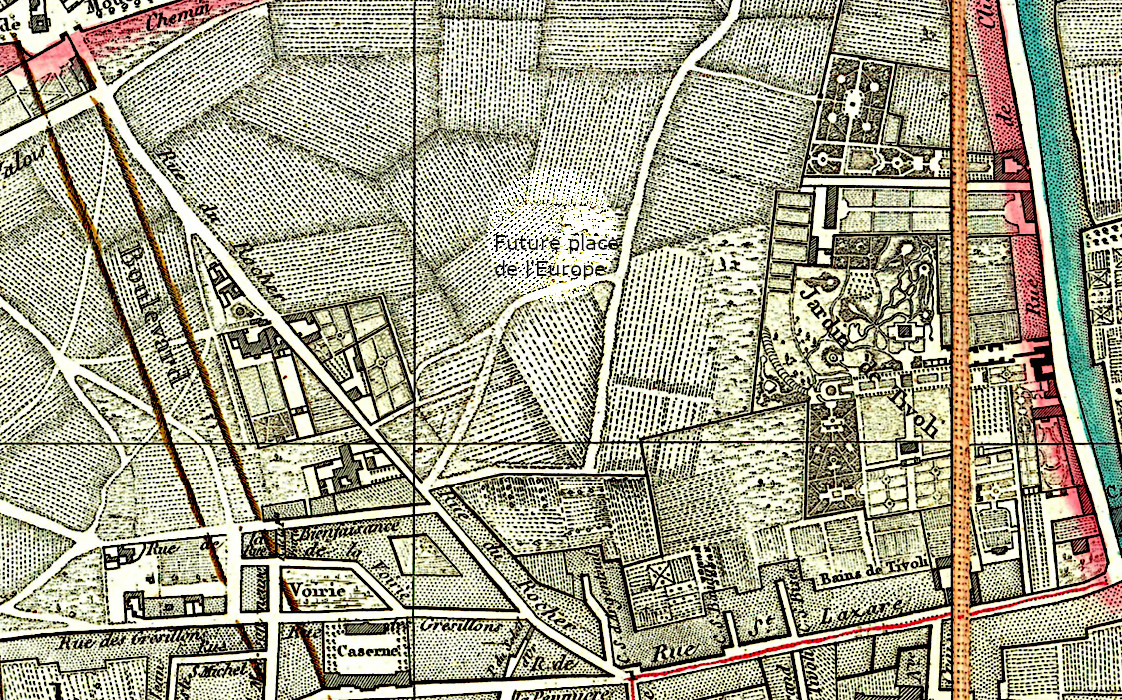
En 1814 (plan de Piquet).
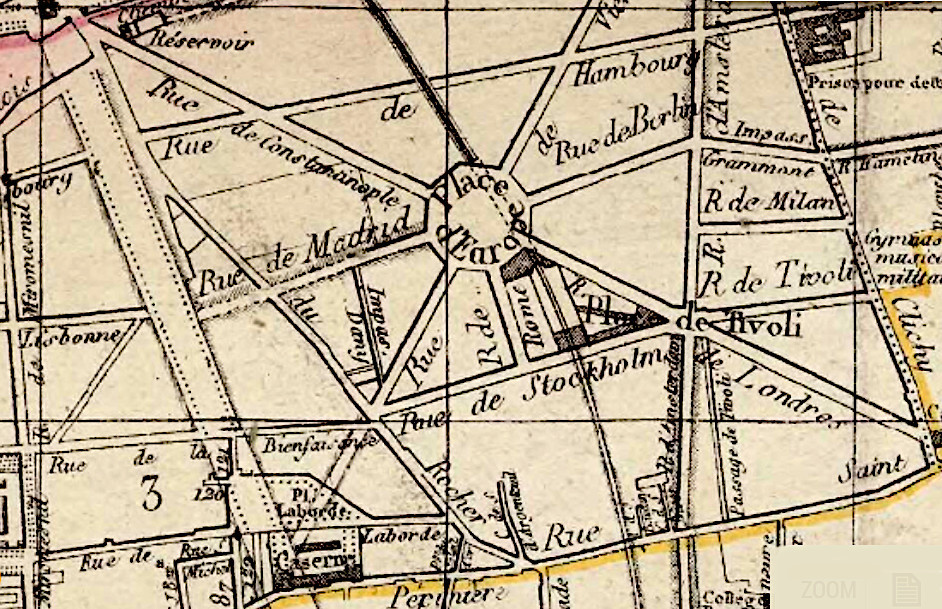
En 1838 (plan de Tardieu).

La rue est toutefois fortement réduite dans le cadre de l'aménagement de la gare Saint-Lazare. En effet, elle est scindée en deux parties lors de la construction du faisceau ferroviaire de la nouvelle gare : 
- la partie médiane est supprimée (passage des rails) ;
- la partie à l'ouest des voies prend le nom de rue de Naples en 1864[2] ;
- la partie subsistante a pris le nom de rue de Bucarest en 1922.

Création de la rue de Naples
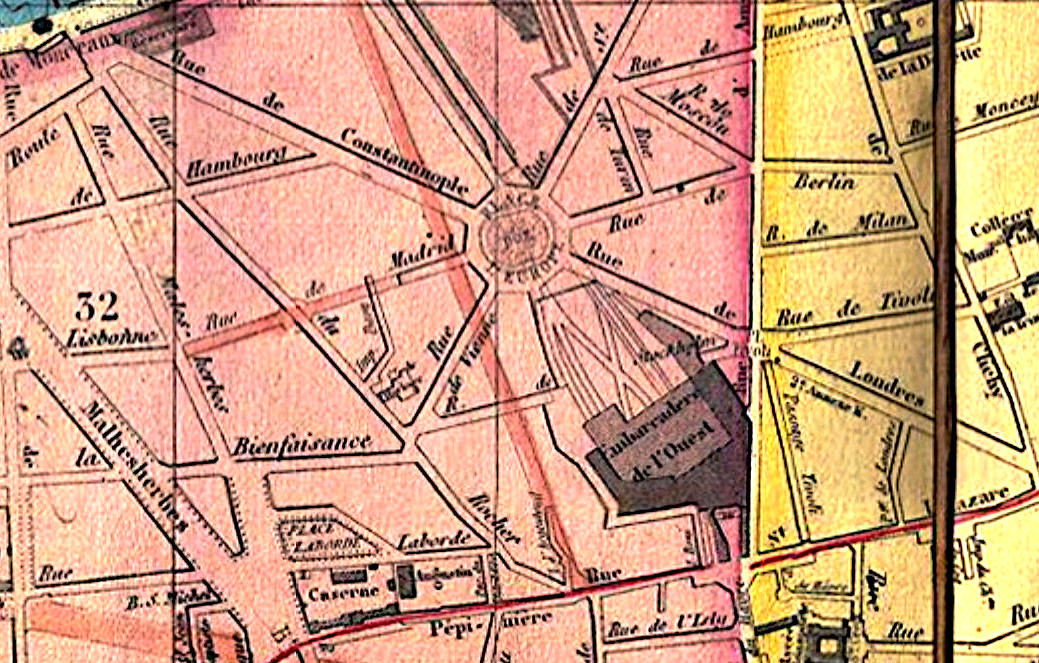
La rue de Hambourg coupée en 1860 (plan de Eugène Andriveau-Goujon). La partie occidentale de la rue porte toujours le nom de "rue de Hambourg".
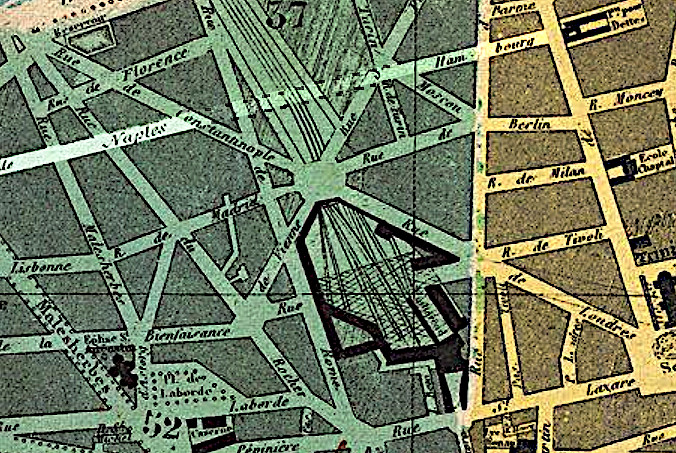
La partie occidentale de la rue est désormais appelée "rue de Naples" en 1867 (plan Ledot frères).

## Bâtiments remarquables et lieux de mémoire
- No 22 : ancienne maison des religieuses du Saint-Sacrement, devenu un foyer de jeunes filles[3] dans le cadre de l'Union chrétienne de jeunes filles, sur l'initiative de Élisabeth Fuchs. Une des premières sections de scoutisme pour les filles y fut créée[4]. Le bâtiment d'origine est encore parfaitement lisible malgré la surélévation qui le surmonte.
- No 28 : hôtel de Mme Privey (1878)[2], dans le style néo-Renaissance italienne, surélevé.
- No 33 : emplacement de la galerie Jos Hessel de 1935 à 1938[5].
- No 38 : annexe du lycée Racine.
- No 47 : lycée Fénelon Sainte-Marie (autres locaux au 24, rue du Général-Foy)[6].

## Sources
- Félix de Rochegude, Promenades dans toutes les rues de Paris : VIIIe arrondissement, Paris, Hachette, 1910 (lire en ligne).
- Félix et Louis Lazare, Dictionnaire administratif et historique des rues de Paris et de ses monuments, Paris, Imprimerie de Vinchon, 1844-1849.